# Winden am See
Winden am See is een gemeente in de Oostenrijkse deelstaat Burgenland, gelegen in het district Neusiedl am See (ND). De gemeente heeft ongeveer 1100 inwoners.

## Geografie
Winden am See heeft een oppervlakte van 13,5 km². Het ligt in het uiterste oosten van het land.

## Bezienswaardigheden
- Freilichtmuseum Winden am See van de Oostenrijkse beeldhouwer Wander Bertoni

Andau · Apetlon · Bruckneudorf · Deutsch Jahrndorf · Edelstal · Frauenkirchen · Gattendorf · Gols · Halbturn · Illmitz · Jois · Kittsee · Mönchhof · Neudorf bei Parndorf · Neusiedl am See · Nickelsdorf · Pama · Pamhagen · Parndorf · Podersdorf am See · Potzneusiedl · Sankt Andrä am Zicksee · Tadten · Wallern im Burgenland · Weiden am See · Winden am See · Zurndorf
- Gemeinsame Normdatei: 1046629883
- Système universitaire de documentation: 134508181
- Virtual International Authority File: 306270854